# Міхно Петро Савович
Петро Савич Міхно (* 21 грудня 1867 Ромни — † 4 листопада 1938 Іркутськ) — український просвітитель, краєзнавець Бурятії. Ініціатор, один із засновників, перший хранитель (1889—1894) та перший директор (1922—1937) Кяхтинського краєзнавчого музею ім. академіка Обручева, член розпорядчої ради Троїцькосавсько-Кяхтинського відділку Географічного товариства, вчений, краєзнавець.

## Життєпис
Народився в сім'ї козака. Навчався у церковно-приходській школі, потім у трикласному училищі. Поступив до Глухівського вчительського інституту, який закінчив у 1888 за фахом викладача природознавця. Переїхав до Троїцькосавська, де працював вчителем чотирьохкласного міського училища, пізніше став інспектором народних училищ у Забайкаллі, був головою комісії народної освіті у Троїцькосавській міській думі.

### Троїцькосавськ
Викладач Глухівського інституту рекомендував Міхно відвідувати всі музеї по дорозі до його місця служби.
У 1889 Міхно почав збирати матеріяли для музею.
У 1890 Міхно разом з політизасланим М. Дудіним здійснив екскурсію на човні по річках Чикою та Селензі через Верхньоудинськ до Іркутську через озеро Байкал. Рузельтатом експедиції стали збори по геології та біології.
Кяхтинський краєзнавчий музей був заснований 1 січня 1890. Ініціатором створення музею став П. С. Міхно, місцеві купці та інтелігенція. Першим хранителем музею став Міхно.
У 1891 склав перший каталог експонатів музею і написав перший відчит по музею.
У 1892 на кошти кяхтинського купця І. Д. Синіцина була орендована квартира 40 м² та закуплено музейне обладнання. До 1893 фонди музею перебільшили 2 тисячі експонатів.
У створенні музею взяли участь політичні засланці. Через спротив місцевою владою музей не мав затвердженого статуту і не вважався офіційним закладом. Д. А. Клеменц у 1893 у Кяхті прочитав лекцію «Про завдання місцевих музеїв» і запропонував відкрити музей у Кяхті відділення Імператорського Російського Географічного товариства.
13 липня 1894 в Кяхні було відкрито відділ РГТ та музей, як підрозділ РГТ. Петро Міхно залишався хранителем музею до 1894, був члено Троїцькосавсько-Кяхтинського відділу РГТ, читав лекції у недільній школі та народному університеті.
1 січня 1895 музей був відкритий для відвідувань по вихідних днях. Міхно став членом розпоряджувального комітету.
Досліджує південно-західні райони Забайкалля та прикордонну частину Монголії, включаючи озероо Косогол (Хубсул).
У 1902 керує крупною експедицією на озеро Хубсугул у Північно-Західній Монголії. Експедиція зібрала матеріяли по ботаніці, ентомології, геології, орнітології.

### Чита
У 1907 Міхно переводять до Чити, а у вересні 1910 — до Акші, на посаду інспектора народних училищ.
У Читі його обирають хранителем Читинського краєзнавчого музею. 1907—1910 він був директором Читинського краєзнавчого музею. Під час літніх канікул Міхно займається дослідженнями околиць Чити, Акшинського повіту, агинських степів.
1908 — взяв участь у роботі Агинської експедиції, вивчав фауну. Матеріяли експедиції відправлені до фондів Читинського та Кяхтинського краєзнавчих музеїв.

### Кяхта
У 1912 у чині статського радника переводиться до Кяхти.
Під час громадянської війни музей фактично не працював. Влітку 1921 Міхно відновив наукові експедиції. У тому ж році члени розпорядчого комітету Кяхтинського краєзнавчого музею на чолі з Міхно звернулися до керівництва Далекосхідної республіки з проханням про матеріальну підтримку музею.
31 січня 1922 Керівництво Далекосхідної республіки постановило передати музей до Міністерства народної просвіти. Музей став на держу тримання, був набраний штат робітників і 2-х поверховий будинок колишнього 4-х класного міського училища.
У квітні 1922 Міхно залишає викладацьку діяльність і знову стає хранителем музею.
У 1931 П. С. Міхно був заарештований удруге (перший у 1922). Проти нього висунуто звинувачення за статтею 58. Звинувачували у організації есерівської партії та керівництва повстання у селі Кіреть. Та справу через брак доказів закрили.
У 1934 Міхно, як директор музею, взяв участь у першій конференції по вивченню виробничих сил Бурято-Монгольської автономної республіки, що проходила у Ленінграді.
1936—1937 Міхно очолював комплексну музейну експедицію на Хмар-Дабан.
Описав кілька нових видів рослин та тварин. На його честь були описані підвиди «степового тхора» Mustela eversmanni michnoi, Kastschenko, 1910, полівка, яка зараз розглядається як підвид «далекосхідної польовки» Microtus fortis michnoi Kastschenko, 1910, «сибірський кутозуб» Hynobius michnoi Nikolskii, 1925, який тепер зведений в синоніми виду Salamandrella keyserlingii, житняк Міхно Agropyron michnoi Roshev та деякі інші види.
Заарештований 2 грудня 1937 звинувачений за статтею 58-9, 11 УК РСФСР.
1 листопада 1938 трійкою НКВД засуджений до розстрілу.
Убитий 4 листопада 1938 під Іркутськом.
У 1957 трибунал Забайкальського військового округу ухвалив рішення про реабілітацію П. С. Міхно «за відсутності складу злочину».

## Нагороди
Мала срібна медаль відділення фізичної географії РГТ 1903.

## Праці
- Краткий отчет о поездке в Монголию на Иринские минеральные воды летом 1901 года // Труды / ТКОРГО. — 1903. — Т. 5, вып. 2.
- Путевой дневник Косогольской экскурсии // Труды / ТКОРГО. — 1906. — Т. 8, вып. 3.
- Чикойский всадник. — М., 1929.